# Dryoscopus angolensis
La cubla patirrosada (Dryoscopus angolensis) es una especie de ave paseriforme de la familia Malaconotidae propia de África central.

## Distribución y hábitat
Se encuentra en Angola, Camerún, República del Congo, República Democrática del Congo, Guinea Ecuatorial, Kenia, Nigeria, Ruanda, Sudán del Sur, Tanzania y Uganda. Su hábitat natural son los bosques húmedos tropicales de montaña.